# Sint-Paulusinstituut (Waregem)

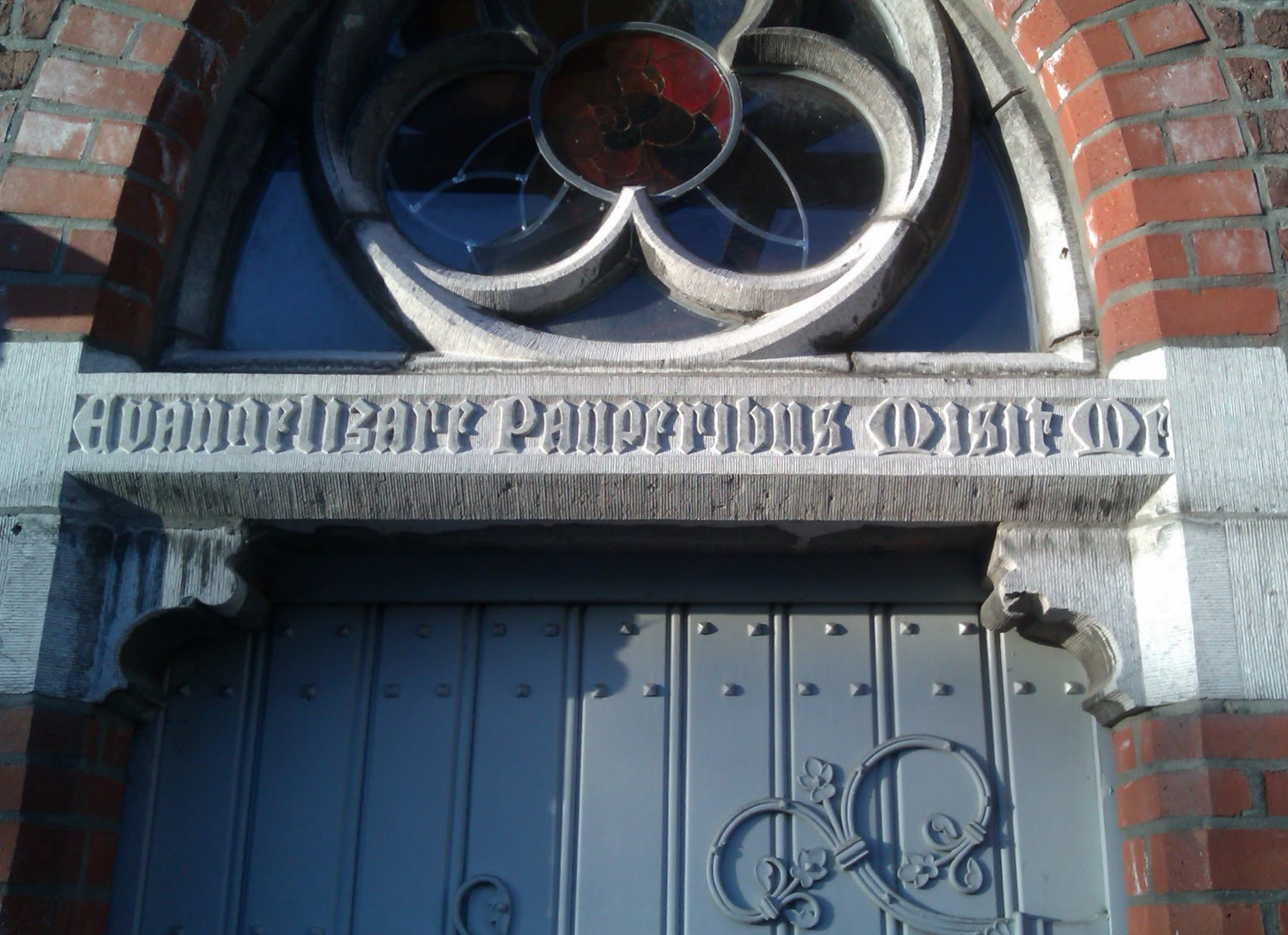
Detail van de toegangspoort van het klooster met het motto van de orde: Evangelizare Pauperibus Misit Me

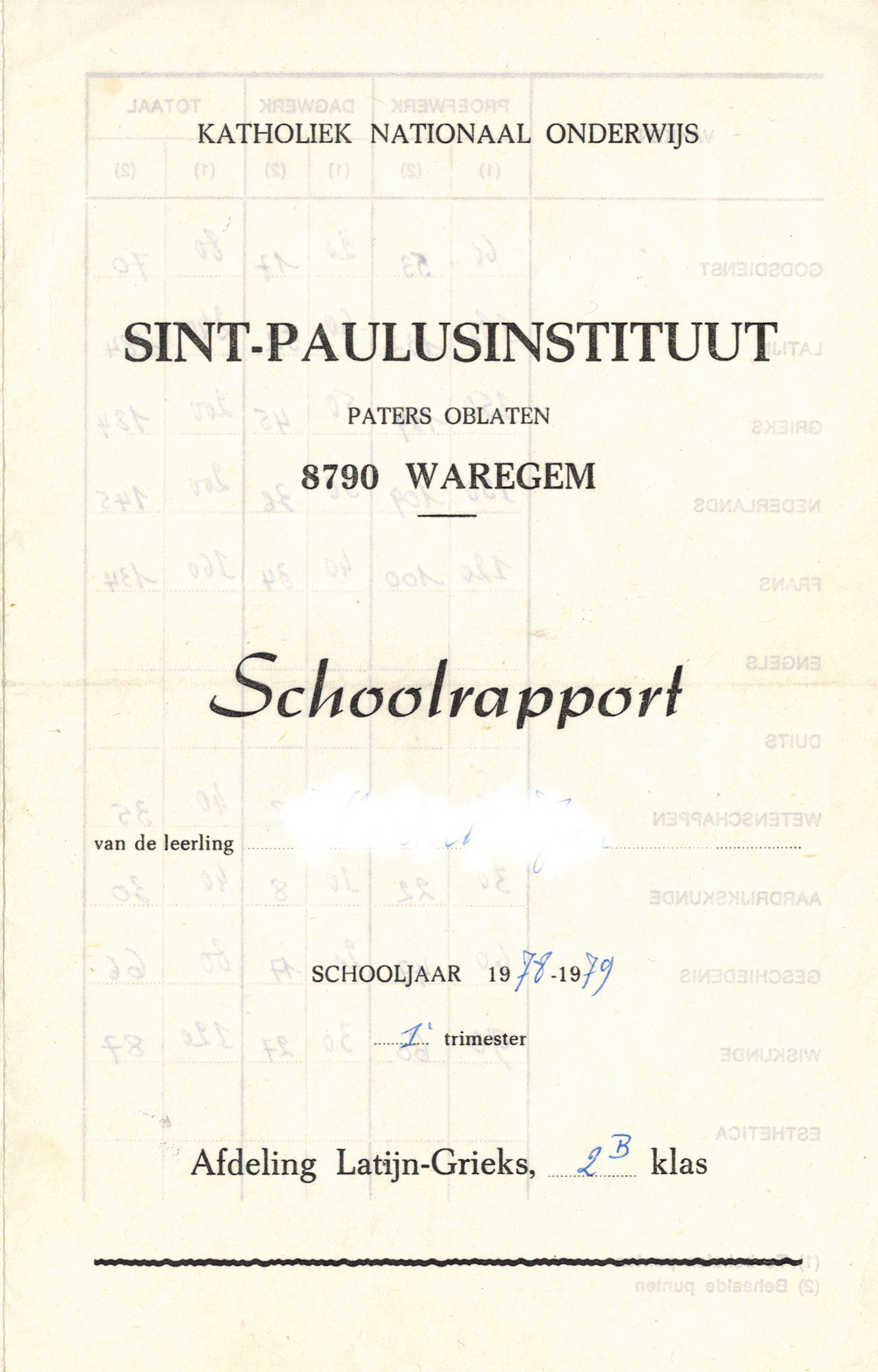

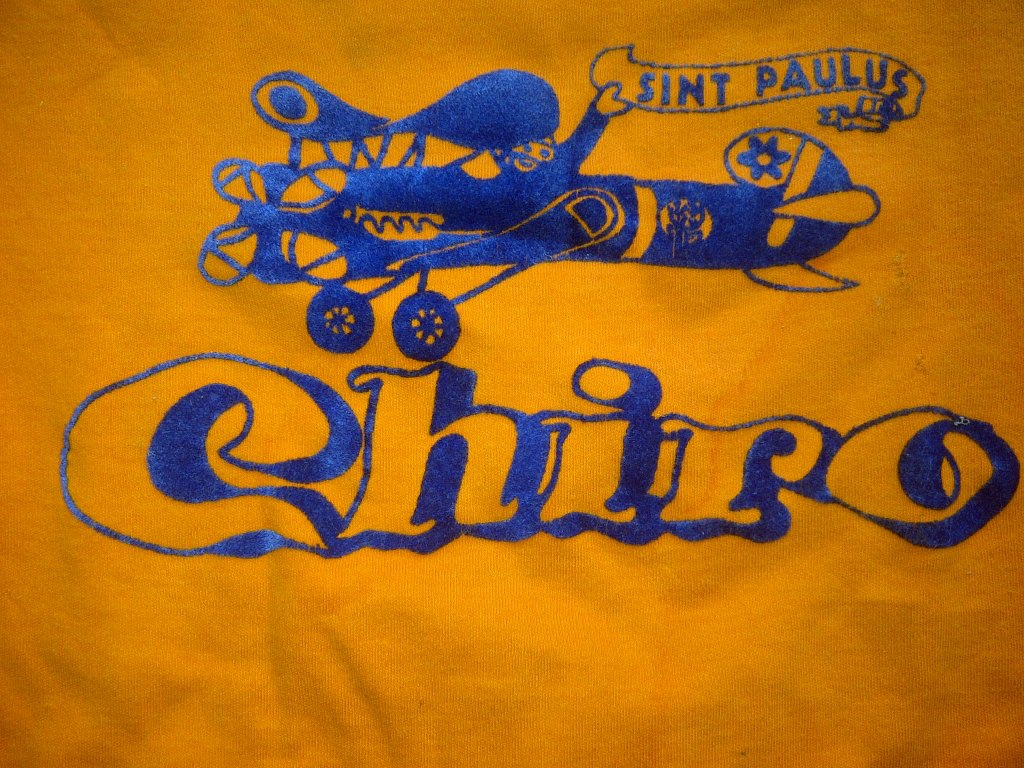
T-shirt van Chiro Sint-Paulus

Het Sint-Paulusinstituut was een school voor middelbaar onderwijs in de Olmstraat in Waregem. De school werd opgericht door de paters Oblaten van de Onbevlekte Maagd Maria.
De school bood enkel de studierichting ASO Latijn-Grieks aan. Aan de school was ook een internaat verbonden.
Binnen de school was er ook een jeugdbeweging, genaamd Chiro Sint-Paulus (voorheen achtereenvolgens Missiebond en St-Paulusjeugd), actief.
Na het schooljaar 1981-1982 hield de school op te bestaan.

## Historiek
In 1901 startten de paters Oblaten een junioraat genaamd Le Petit Séminaire du Transvaal in het klooster in de Olmstraat. Later werd de naam Apostolisch Seminarie van de Paters Oblaten. In de beginjaren gebruikten paters Guinet en Lionnet het junioraat in Sion (bij Nancy) als model om het onderwijs uit te bouwen. Bij het begin van de Eerste Wereldoorlog telde de school 73 leerlingen.
Vanaf 1905 tot 1937 was er ook een noviciaat in het naburig Nieuwenhove. In de periode 1915-1919 werd het noviciaat tijdelijk ondergebracht in het klooster in de Olmstraat. Door het succes van dit noviciaat werd er uiteindelijk voor gekozen uit te wijken naar Korbeek-Lo.
Vanaf het schooljaar 1962-1963 werd de naam Sint-Paulusinstituut.

## Directeurs
- Albert Naessens (1901 - 1902)
- Albertus Louvel (1902 - 1905)
- Antonin Guinet (1905 - 1914)
- Leopoldus Lionnet (1914 - 1920)
- Joseph Laurent (1920 - 1926)
- Camillus Decoene (1926 - 1932)
- Hubert Berlage (1932 - 1933)
- Camillus Decoene (1933 - 1936)
- Adriën Devos (1936 - 1941)
- Robertus Cleyman (? - 1960)
- Gaston Witdouck (1960 - 1966)
- André Acke (1966 - 1967)
- Gilbert Demeyere (1967 - 1973)
- Frans Debels (1973 - 1980)
- Paulinus Van Eeghem (1980 - 1982)

## Bekende oud-leerlingen
- Paul Demets, dichter
- Luc Devroe, doelman en sportmanager
- Frank De Waele, zenleraar
- Jan Stevens, politicus
- Rik Vandenberghe, atleet
- Roger Vandersteene[5], missionaris
- Pol Vanhaecke, wiskundige
- Geert Van Hecke, kok
- Claude Van Marcke, politicus
- Willem Vermandere, kleinkunstenaar, schrijver, dichter, beeldhouwer, levensfilosoof, zanger, gitarist, basklarinettist en schilder

## Trivia
- Binnen de schoolmuren was er een openluchtzwembad. Op warme dagen konden de leerlingen hiervan gebruik maken.
- De rechtervleugel van de school, opgetrokken in 1908, is een ontwerp van de architect Pierre Langerock.[3]
- In het heemkundig tijdschrift De Gaverstreke verscheen van de hand van Norbert Follens, oud-leraar van de school, een reeks artikelen over de geschiedenis van de school onder de titel De paters in Waregem en Nieuwenhove.